# Hypena disualis
Hypena disualis là một loài bướm đêm trong họ Erebidae.